# Asiagomphus pacificus
Asiagomphus pacificus – gatunek ważki z rodziny gadziogłówkowatych (Gomphidae).